# Ochthebius algicola
Ochthebius algicola är en skalbaggsart som beskrevs av Thomas Vernon Wollaston 1871. Ochthebius algicola ingår i släktet Ochthebius och familjen vattenbrynsbaggar. Inga underarter finns listade i Catalogue of Life.